# Платт, Ричард
Ричард Платт (англ. Richard Platt; род. 1953) — английский писатель.

## Биография
Ричард Платт родился в 1953 году в графстве Нортумберленд. Начал писать в 27 лет: сначала статьи, а затем книги в формате практических руководств по фотографии. К 1992 году Платт начал писать книги для детей. Одно время он тесно сотрудничал с иллюстратором Стивеном Бисти (англ. Stephen Biesty). Ричард Платт создал более 60 прекрасно иллюстрированных книг для международно известных издательств Oxford University Press, Dorling Kindersley и других. Большую часть его произведений составляю книги для детей и юношества, однако он также написал несколько книг для взрослых, в том числе на морскую тематику (в частности, о контрабандистах).

## Список произведений

### Совместно с Крисом Ридделом
- Дневник пажа. Записки Тобиаса Бургесса
- Дневник пирата. Записки Джека Карпентера

### Совместно с Дэвидом Паркинсом
- Дневник египтянина. Записки Накта